# Erica maderi
Erica maderi är en ljungväxtart som beskrevs av Guthrie och Bolus. Erica maderi ingår i släktet klockljungssläktet, och familjen ljungväxter. Inga underarter finns listade i Catalogue of Life.